# Hendrik van Cuyk
Hendrik van Cuy(c)k of Henricus Cuyckius (Culemborg, 1546 - Roermond, 9 oktober 1609) was de tweede bisschop van Roermond van 1596 tot 1609. Zijn wapenspreuk was: Da gloriam Deo (Geef eer aan God).

## Loopbaan
Hendrik van Cuyck studeerde in Utrecht en Leuven. In 1572 werd hij professor in de ethica aan de Leuvense universiteit en in 1581 rector magnificus aldaar. Van 1589 tot 1596 nam hij als vicaris generaal de zetel van aartsbisschop van Mechelen waar. Nadat steeds iedereen weigerde bisschop van Roermond te worden nam Cuyckius in 1596 deze zware taak op zich. Twee jaar na zijn aantreden schreef hij: "hier in de omgeving is het met alle dorpen en vlekken treurig gesteld. Ik heb alles verwaarloosd, verwoest en onverzorgd gevonden, én in zake van godsdienst, én in het beheer van kerk- en armengoederen, van broederschappen en andere stichtingen. De pastoor van Straelen klaagde mij dat het H. Vormsel al in geen 25 jaar meer was toegediend; een dergelijke klacht ontving ik van Wachtendonck, Erkelenz en Valkenburg, waar in 18 of 19 jaar niet gevormd was. Het is de bedoeling dat elk dekenaat elke twee jaar wordt bezocht. Ik ben nu twee jaar verder en ben nog niet overal geweest."
In het najaar van 1599 ging hij op pelgrimstocht naar Rome vanwege het jubeljaar 1600. In Neustadt (Beieren) werd hij door de protestantse regering aangehouden en een tijdlang vastgezet. Op 10 november kwam hij dan alsnog aan in Rome. Op 22 februari kwam hij terug in Roermond.
In 1603 stak hij de katholieken van zijn geboortestad Culemborg een hart onder de riem met een schrijven waarin hij hen herinnerde aan de christenvervolgingen van het begin van de jaartelling. Hij hoopte dat de inwoners van de stad, ondanks de vervolgingen die ze doormaakten door de protestanten, in hun geloof zouden volharden. In 1607 wist hij bij de aartshertogen in Brussel verlichting van belasting te verkrijgen voor de steden van de provincie Gelre. In hetzelfde jaar stichtte hij een studentencollegie in Roermond geleid door Jezuïeten en schonk deze school zijn eigen paleis, hetgeen zij na zijn dood mochten betrekken. In hetzelfde jaar schreef hij een catechismus voor kinderen. In 1609 overleed hij aan een beroerte en werd in de domkerk van de Heilige Geest begraven.

## Publicaties
- Panegyricæ orationes duæ. Prior, De vitandis et e repub. proscribendis libris perniciosis. Posterior, aduersus politicos, 1595
- Speculum concubinariorum sacerdotum, monachorum ac clericorum, 1599
- Henrici Cuyckius ... ad Mauritium Comitem Nassauium parænetica epistola, 1601
- De ecclesiarum rectoribus (Leuven, Masius, Joannes I, 1601) Gedigitaliseerd werk uit KU Leuven Bijzondere Collectie
- De Novi Testamenti sacrificio, sermones XX (Liège, Arnoldus de Corswaremia, 1604) Gedigitaliseerd werk uit KU Leuven Bijzondere Collectie